# Liste der Monuments historiques in Grand-Champ
Die Liste der Monuments historiques in Grand-Champ führt die Monuments historiques in der französischen Gemeinde Grand-Champ auf.

## Liste der Bauwerke
| Bezeichnung          | Beschreibung | Standort                      | Kennzeichnung | Schutzstatus | Datum | Bild |
| -------------------- | ------------ | ----------------------------- | ------------- | ------------ | ----- | ---- |
| Kapelle              |              | Burgo (Lage)                  | PA00091212    | Classé       | 1931  |      |
| Kapelle Ste-Brigitte |              | Loperhet (Lage)               | PA00091213    | Classé       | 1936  |      |
| Friedhofskreuz       |              | (Lage)                        | PA00091214    | Inscrit      | 1927  |      |
| Wegekreuz            |              | Le Moustoir-des-Fleurs (Lage) | PA00091215    | Inscrit      | 1927  |      |
| Brunnen              |              | Burgo (Lage)                  | PA00091216    | Classé       | 1942  |      |
| Brunnen              |              | Loperhet (Lage)               | PA00091217    | Inscrit      | 1946  |      |
| Pfarrhaus            |              | Chanticoq (Lage)              | PA00091218    | Inscrit      | 1988  |      |
| Pfarrhaus            |              | Locmiquel (Lage)              | PA00091219    | Inscrit      | 1988  |      |
| Herrenhaus           |              | Kerléguen (Lage)              | PA00091220    | Inscrit      | 1928  |      |

## Liste der Objekte
- Monuments historiques (Objekte) in Grand-Champ in der Base Palissy des französischen Kultusministeriums